# Neobuthus maidensis
Espèce
Neobuthus maidensis est une espèce de scorpions de la famille des Buthidae.

## Distribution
Cette espèce est endémique du Somaliland en Somalie. Elle se rencontre vers Maid.

## Description
Le mâle holotype mesure 19,85 mm et la femelle paratype 22,46 mm.

## Étymologie
Son nom d'espèce, composé de maid et du suffixe latin -ensis, « qui vit dans, qui habite », lui a été donné en référence au lieu de sa découverte, Maid.

## Publication originale
- Kovařík, Lowe, Awale, Elmi & Hurre, 2018 : « Scorpions of the Horn of Africa (Arachnida, Scorpiones). Part XVII.Revision of Neobuthus, with description of seven new species from Ethiopia, Kenya and Somaliland (Buthidae). » Euscorpius, no 271, p. 1-72 (texte intégral).